# Saint-Sébastien-de-Raids
Saint-Sébastien-de-Raids település Franciaországban, Manche megyében. Lakosainak száma 325 fő (2022. január 1.). Saint-Sébastien-de-Raids Saint-Germain-sur-Sèves, Marchésieux, Périers, Raids és Saint-Martin-d’Aubigny községekkel határos.

## Népesség
A település népessége az elmúlt években az alábbi módon változott:
| Lakosok száma | 333  | 238  | 270  | 337  | 345  | 345  | 334  | 331  | 329  | 325  |
|               | 1968 | 1982 | 1990 | 2006 | 2013 | 2015 | 2017 | 2019 | 2020 | 2022 |